# Callophrys bayensis
Callophrys bayensis är en fjärilsart som beskrevs av Brown 1969. Callophrys bayensis ingår i släktet Callophrys och familjen juvelvingar. Inga underarter finns listade i Catalogue of Life.